# Phyllanthus gillettianus
Phyllanthus gillettianus är en emblikaväxtart som beskrevs av Jean F.Brunel. Phyllanthus gillettianus ingår i släktet Phyllanthus och familjen emblikaväxter. Inga underarter finns listade i Catalogue of Life.